# Вільгельм Гура
Вільгельм Антоній Гура (пол. Wilhelm Antoni Góra; нар. 18 січня 1916, Битом, Німецька імперія — пом. 21 травня 1975, Дуйсбург, Польща) — польський футболіст, виступав на позиції півзахисника. Учасник Олімпійських ігор 1936 року та Чемпіонату світу 1938 року.

## Клубна кар'єра
Розпочав футбольну кар'ру в клубі з передмістя Пекари-Шльонські — «Стжелец» (Шарлей). Зодом транзитом через «Полонія» (Пекари-Шльонські) та «Погонь» (Катовіце) переїхав до краківської «Краковії». Завдяки цьому фактично став професіональним футболістом (формально працював в одній із фірм). У чемпіонаті Польщі дебютував 1934 року. У футболці «Краковії» зіграв 134 матчі. У 1937 році у складі «Краковії» став переможцем польського чемпіонату. Після початку Другої світової війни отримав німецький Фольксліст, який дозволив йому виступати в поліцейській команді ДТСГ Кракау — продовжувачу футбольних традицій краківської «Вісли», діяльність якої німецька окупаційна адміністрація заборонила.
Проте незабаром його як солдата призвали до військової служби у Вермахті та відправили до Італії, де Вільгельм потрапив у полон до англійців. Оскільки в довоєнний період Гура був громадянином Польщі, то йому була надана можливість приєднатися до 2-о бойового корпусу Польської армії під командуванням генерала Владислава Андерса. У 1946 році Вільгельм намагався повернутися на батьківщину. Спроби осісти в Щецині, але його арештували росіяни. Гурі вдвлося втекти з в'язниці. Таким чином Гура осів у Федеративній Республіці Німечиина, де проживав до самої смерті, У повоєнний період завершував кар'єру гравця в нижчолігових німецьких клубах «Пройзен» (Гамельн) та ВФБ (Мюльберг). У Мюлбергу володів також рестораном.

## Кар'єра в збірній
У національній збірній Польщі дебютував 15 вересня 1935 року в поєдинку проти Литви, увійшов до олімпійської збірної країни, яка на Олімпійських іграх 1936 року в Берліні посіла 4-е місце. На чемпіонаті світу 1938 року зіграв 1 матч, проти Бразилії, в якому поляки поступилися з рахунком 5:6. Зіграв у передостанньому довоєнному поєдинку поляків, проти Угорщини. До 1939 року був гравцем збірної, зігравши 16 матчів. 